# Gumós álkorallgomba
A gumós álkorallgomba (Tremellodendropsis tuberosa) a Tremellodendropsidaceae családba tartozó, Eurázsiában és Észak-Amerikában elterjedt, lombos és tűlevelű erdőkben élő, nem ehető gombafaj.

## Megjelenése
A gumós álkorallgomba termőteste 4–6 cm magas és 2–3 cm széles, egy többé-kevésbé elkülönülő tövi részből és sűrűn álló, ritkásan elágazó ágakból áll. Az ágak keresztmetszete kerek, a végükön kissé lapított, felszíne száraz, sima, csupasz. Színe fiatalon, illetve az ágak növekvő végén fehér, egyébként tompa sárgásfehér, idősen barnás.
A tőrész sima és csupasz, színe fehéres vagy barnás.
Húsa szívós, rostos, színe piszkosfehér vagy sárgásfehér, sérülésre nem változik. Szaga nem jellegzetes vagy kissé aromás, íze kesernyés.
Spórapora fehér. Spórája orsó vagy megnyúlt mandula alakú, sima, mérete 15–20 x 4–7 µm.

### Hasonló fajok
A fésűs korallgomba, a tömzsi korallgomba, esetleg a fehér bunkógomba hasonlíthat hozzá.

## Elterjedése és termőhelye
Eurázsiában és Észak-Amerikában honos.
Lombos és tűlevelű erdőkben, parkokban él, feltehetően az avar szerves anyagait bontja. Nyáron és ősszel terem.

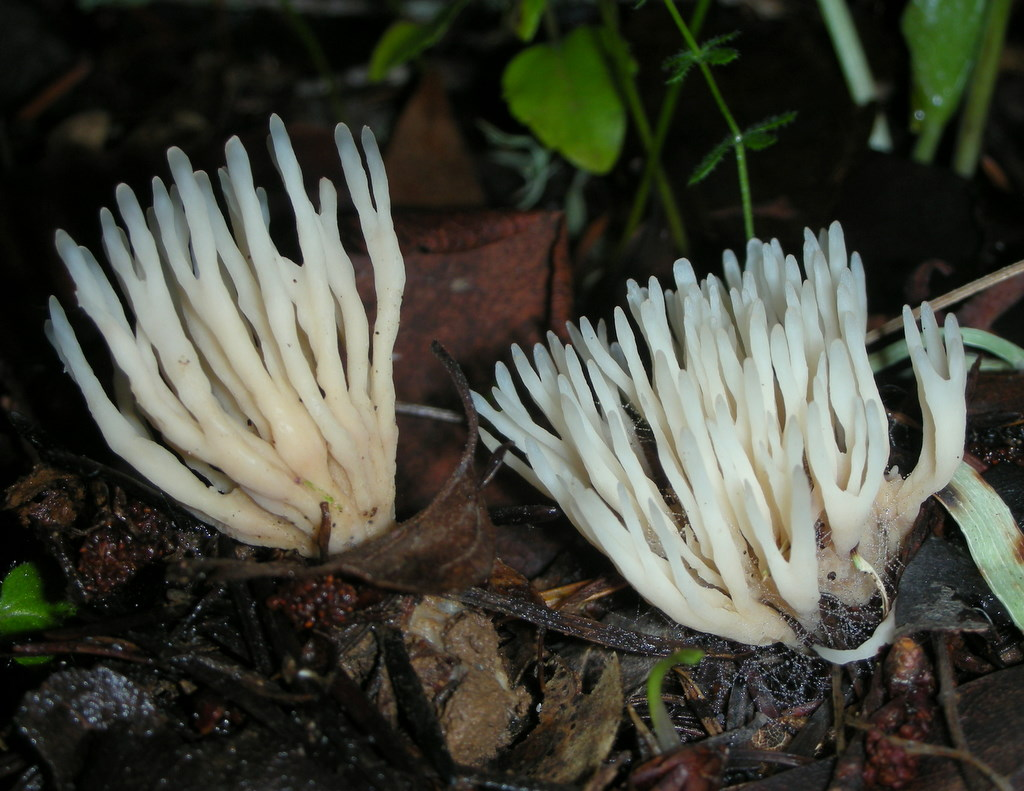
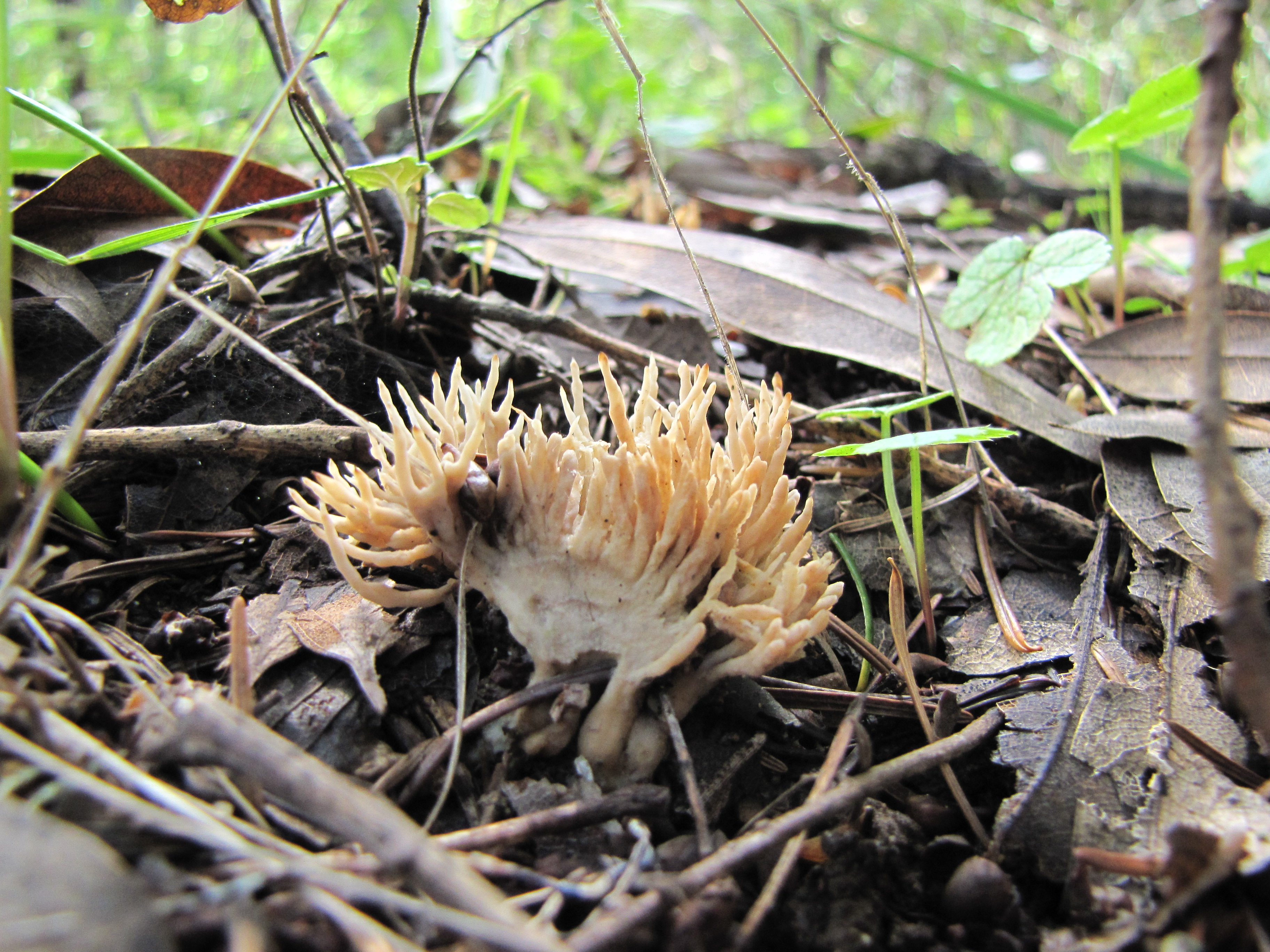
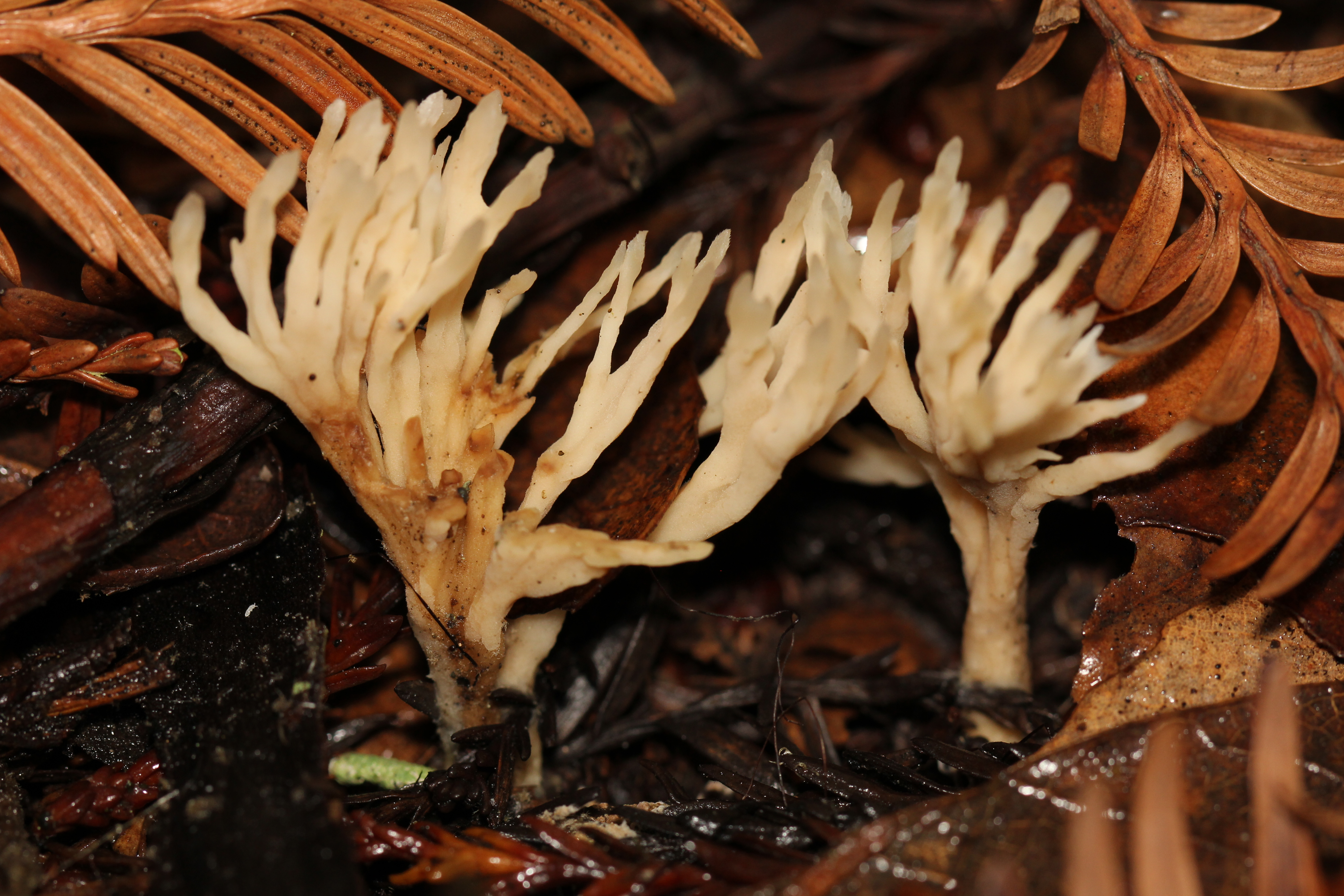
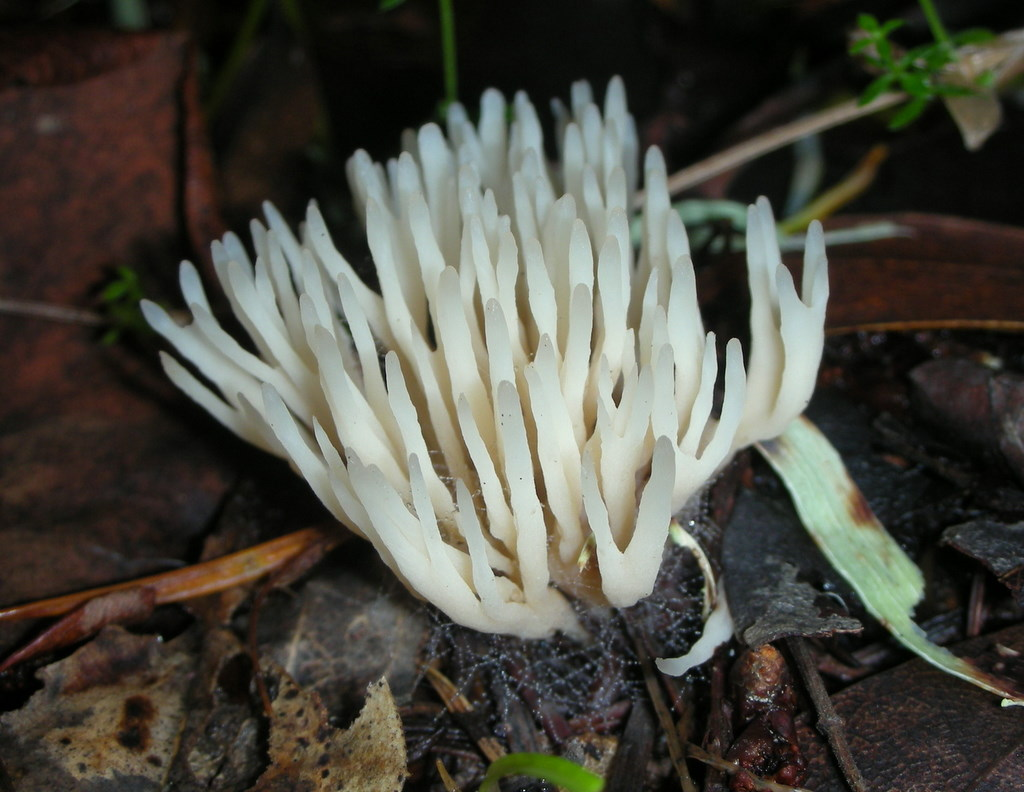
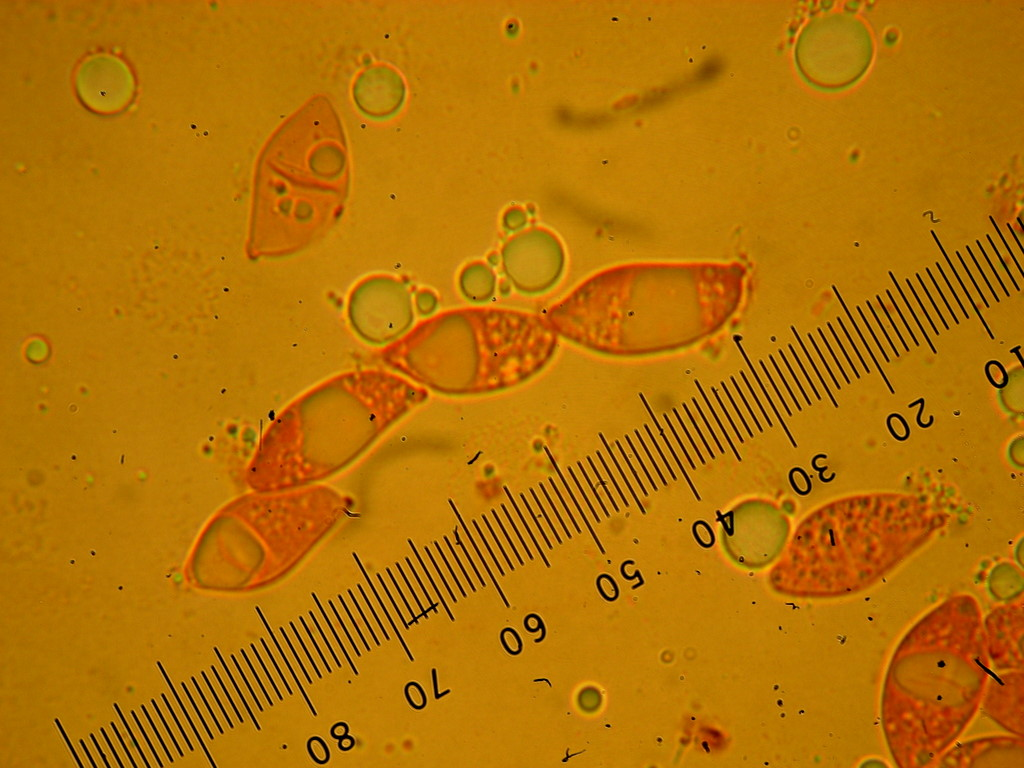

Nem ehető.